# Periodismo político

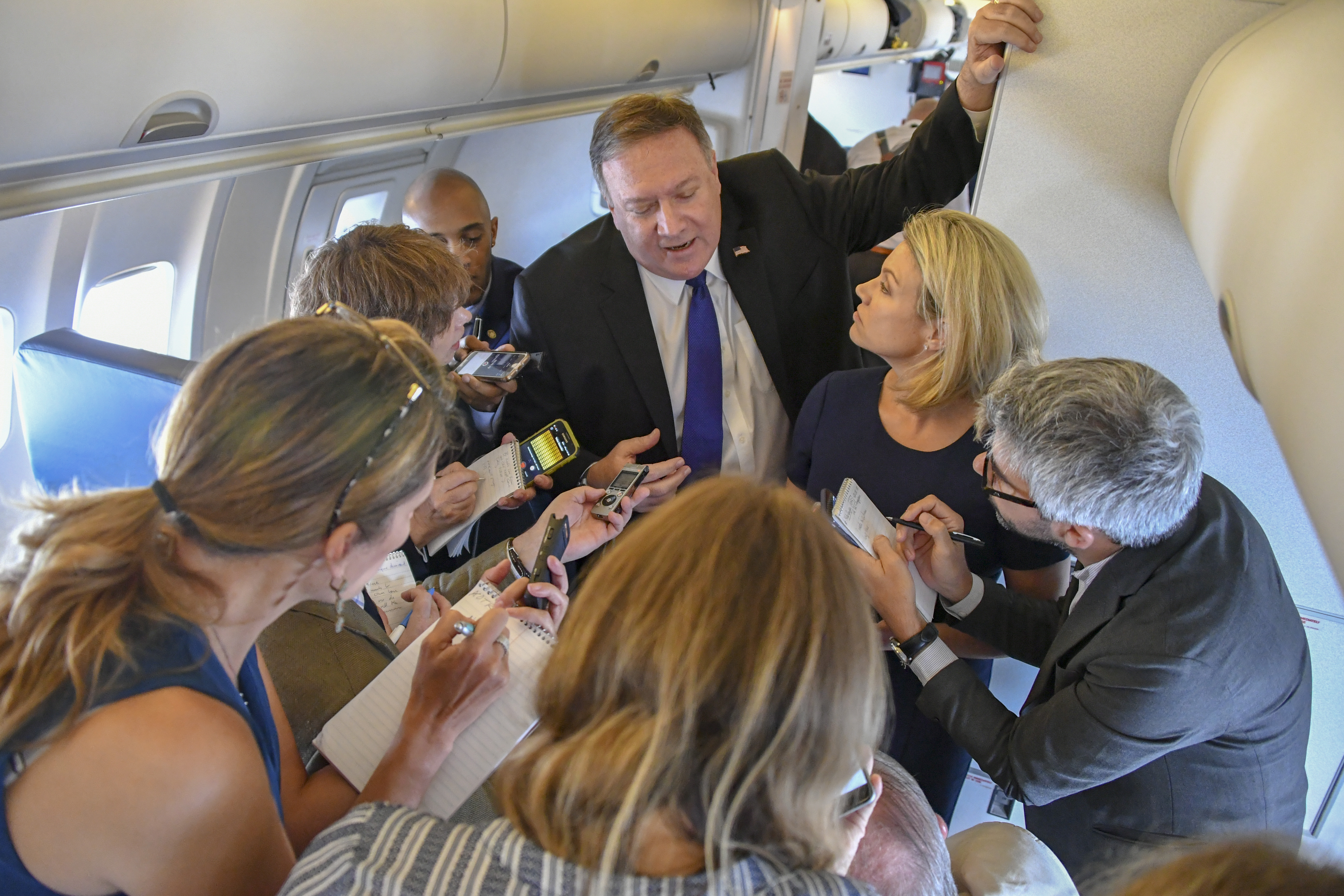
El secretario Michael R. Pompeo en un avión siendo entrevistado en una imagen atribuida al departamento de los Estados Unidos el 2 de agosto de 2018.

El periodismo político es aquel que se encarga de la cobertura y seguimiento de la política; el término usualmente se refiere específicamente a la cobertura de gobiernos civiles y el poder político. Esta rama del periodismo es un tema frecuente de periodismo de opinión, dado que los eventos políticos son analizados, interpretados y discutidos por expertos de los medios de noticias. Es uno de los tipos de periodismo de mayor interés público e impacto social dentro de las sociedades. 

## Periodismo político y la opinión pública

### Subconjuntos
El periodismo electoral es un subgénero, el cual se desarrolla dentro del escenario de las elecciones democráticas en un país consiste en analizar, a través de datos estadísticos e históricos relacionados con una elección democrática próxima y las campañas políticas. Hace uso de estadísticas, encuestas e información histórica con respecto a la posibilidad de los candidatos para conseguir la presidencia o la mayor presencia de un partido en las cámaras (Véase Cámara de diputados y Cámara de senadores)
Se arman mesas de debate o de opinión con profesionales para discutir el diario acontecer del proceso. “Los periodistas son figuras influyentes en el sistema político y social […] desempeñan un papel central dentro del proceso democrático” (Deuze citado en citado en Berganza, 2010)
El periodismo militar es otro subgénero, el cual se enfoca en el estatus del ejército y la inteligencia y la seguridad nacional. El interés de este subgénero tiende a incrementar durante tiempos violentos, donde los líderes militares son los actores principales

## Historia del periodismo político
El periodismo es la profesión que tiene como principal objetivo informar a la sociedad sobre los acontecimientos. Pero dentro de esta profesión existe una gran gama de especialización como por ejemplo; cultural, deportivo, social, económico y político. 
Se dice que cuando los medios de comunicación comenzaron a autonomizarse se dio entrada al periodismo político. Esto se vio reflejado en países como Argentina con el diario Página/12, en México con el Semanario Proceso, el diario La Jornada y el Reforma. Otro de los factores que influyó en el desarrollo de este género fue la democratización en los países y en consecuencia se vieron influenciados los demás medios de comunicación como; la televisión y la radio. 

### Desarrollo del periodismo político
La relación que ha existido entre los medios de comunicación y la política es muy estrecha, por lo tanto era necesaria una democratización de los medios, ya que estos se encontraban condicionados por parte del Estado gracias a las concesiones que estos otorgan en materia de comunicación. 
Otro de los pilares para el desarrollo del periodismo político fue el caso Watergate en los Estados Unidos. “El caso Watergate es símbolo de la independencia de la prensa frente al poder político y un recordatorio del papel que compete a los diarios en una democracia. “Desde entonces este caso ha sido un parteaguas en el desarrollo del periodismo político, ya que se acuñó la idea del periodismo como un <<contrapoder>>.”  Otro de los sustentos para la extensión del periodismo político fueron los llamados ‘’Watergates latinos’’, los cuales son acontecimientos dentro de países de América Latina que tuvieron como principal característica la corrupción dentro del poder presidencial. Lo importante de estos casos fue la denuncia por parte de los periodistas hacía estos casos de corrupción.
Durante el siglo XX, en Latinoamérica la prensa tuvo un desarrollo entre democracias y dictaduras, por lo que la libertad de expresión no siempre fue respetada. En Perú, durante el gobierno de Augusto Leguía el periódico La Prensa fue confiscado en 1921 tras haber sufrido ataques por parte del gobierno. El diario O Globo, de Brasil, tuvo apoyo gubernamental durante la dictadura militar de Humberto de Alencar Castelo Branco, y en México, Televisa se creó en 1972 como una “confederación de los intereses de la televisión entre Azcárraga, Alemán O’Farril y otras familias de la clase gobernante de México.” Para 1993, el 94% de los diarios latinoamericanos pertenecían a la empresa privada, y los periódicos de propiedad estatal dejan de ser tan relevantes. Los países que mayor número de diarios tenían eran México, Venezuela y Perú.

## Principales exponentes
Entre los principales exponentes del periodismo político latinoamericano podemos encontrar a Julio Scherer García, exdirector del periódico Excélsior y del Semanario Proceso, y a Miguel Ángel Granados Chapa, quien obtuvo el Premio Nacional de Periodismo de México en 1981.
También encontramos a la autora del libro ‘’Los Señores del Narco’’, Anabel Hernández García, a Jenaro Villamil, Juan Pablo Proal, Álvaro Delgado, Julio Hernández López, Lydia Cacho y Jesusa Cervantes. Otra periodista de gran relevancia es la ganadora del Premio Nacional de Periodismo de México en 2001, 2004, 2006, 2009, Carmen Aristegui.
Otros exponentes del periodismo político son los argentinos Hugo Alconada y Mariela Arias, ganadores del Premio Latinoamericano de Periodismo de Investigación en 2014. También está Carlos Quijano, fundador del semanario Marcha, y la colombiana Ginna Morelo.
Además, dentro del periodismo político digital, los mexicanos Jorge Zepeda Patterson, director del portal Sin Embargo, y Daniel Moreno, quien dirige el portal Animal Político, son exponentes relevantes.